# ムハンマド6世橋
ムハンマド6世橋(ムハンマド6せいきょう、フランス語: Pont Mohammed VI, アラビア語: جسر محمد السادس)は、モロッコの首都ラバトにある斜張橋。2016年7月7日にオートルート A5と共に開通。全長は950m以上あり、アフリカ最長の斜張橋である。

## 概要
ラバト市内の渋滞を緩和することを目的に、ラバト環状道路を構成する橋として2016年に開通した。アブールグルグ川が流れる谷に架かる橋である。橋の上にはオートルート A5の6車線が走っている。 
橋の全長は952mあり、アフリカ最長である。橋は200mの2つの塔と160本のケーブルで支えられており、総工費は3,245万アメリカドルである。夜間にはLEDによってライトアップされる。 